# Комплекс мальовничих скель серед лісонасаджень в околицях с. Лелехівка
Ко́мплекс мальовни́чих скель се́ред лісонаса́джень в око́лицях с. Лелехі́вка — комплексна пам'ятка природи місцевого значення в Україні. Розташована в межах Яворівського району Львівської області, неподалік від села Лелехівка. 
Площа 1 га. Статус надано 1984 року. Перебуває у віданні Страдчівського навчально-виробничого лісокомбінату (Страдчівське л-во, кв. 14-22). 
Статус надано з метою збереження групи мальовничих скель у лісовому масиві. У щілинах і в нішах скель зростають рідкісні рослини-літофіти. 
Пам'ятка природи розташована на території заповідника «Розточчя».

## Галерея

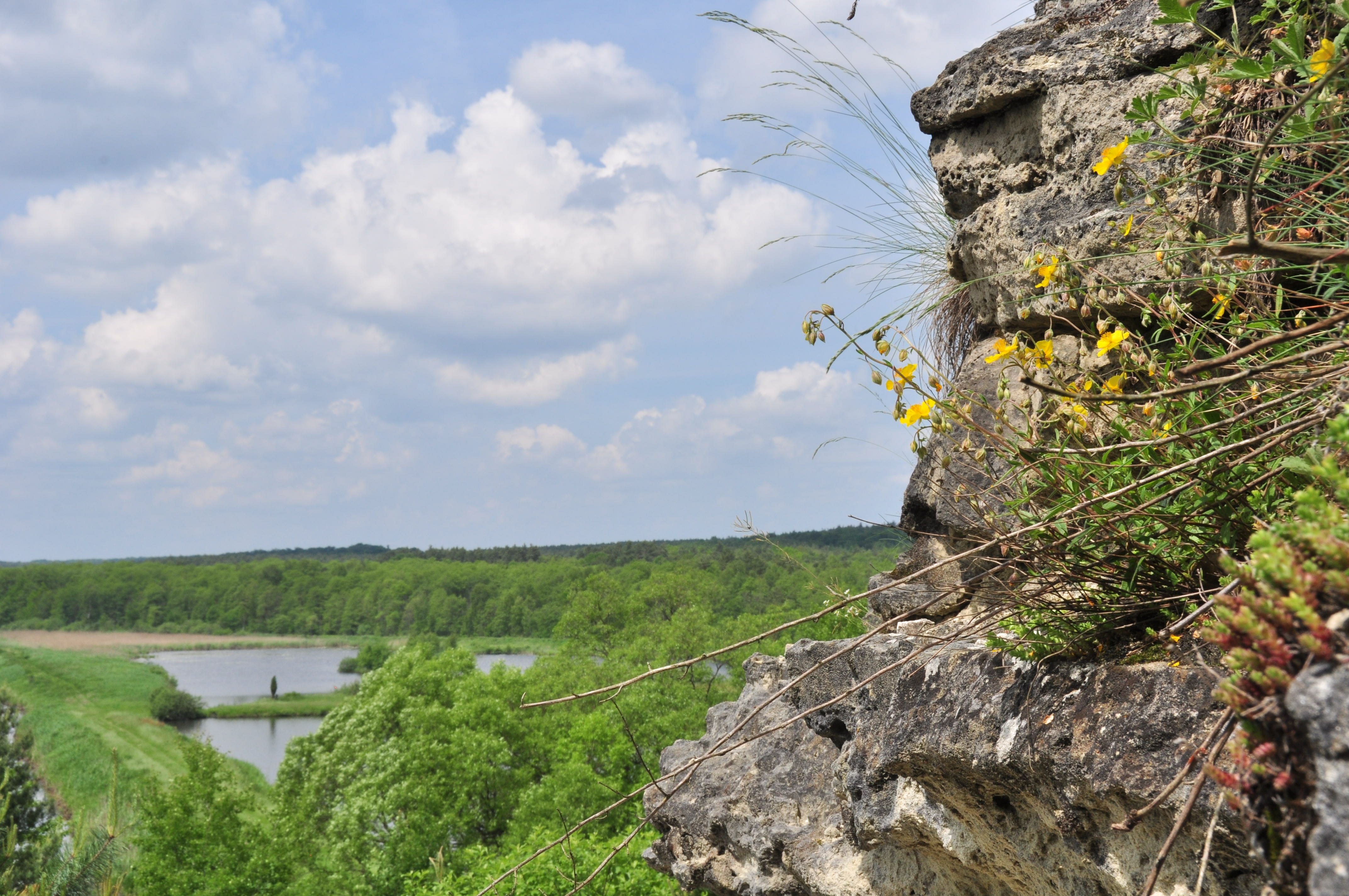
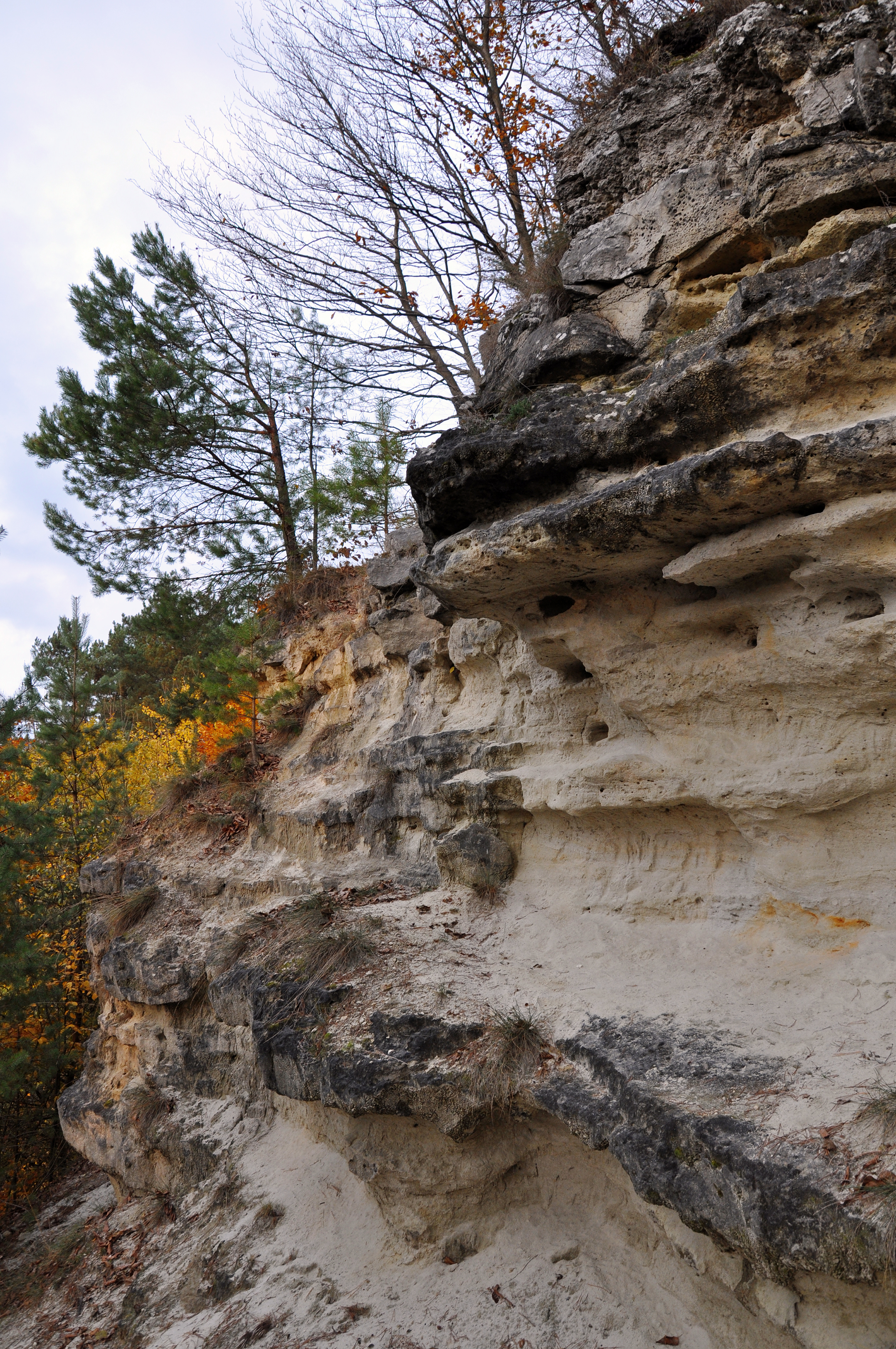
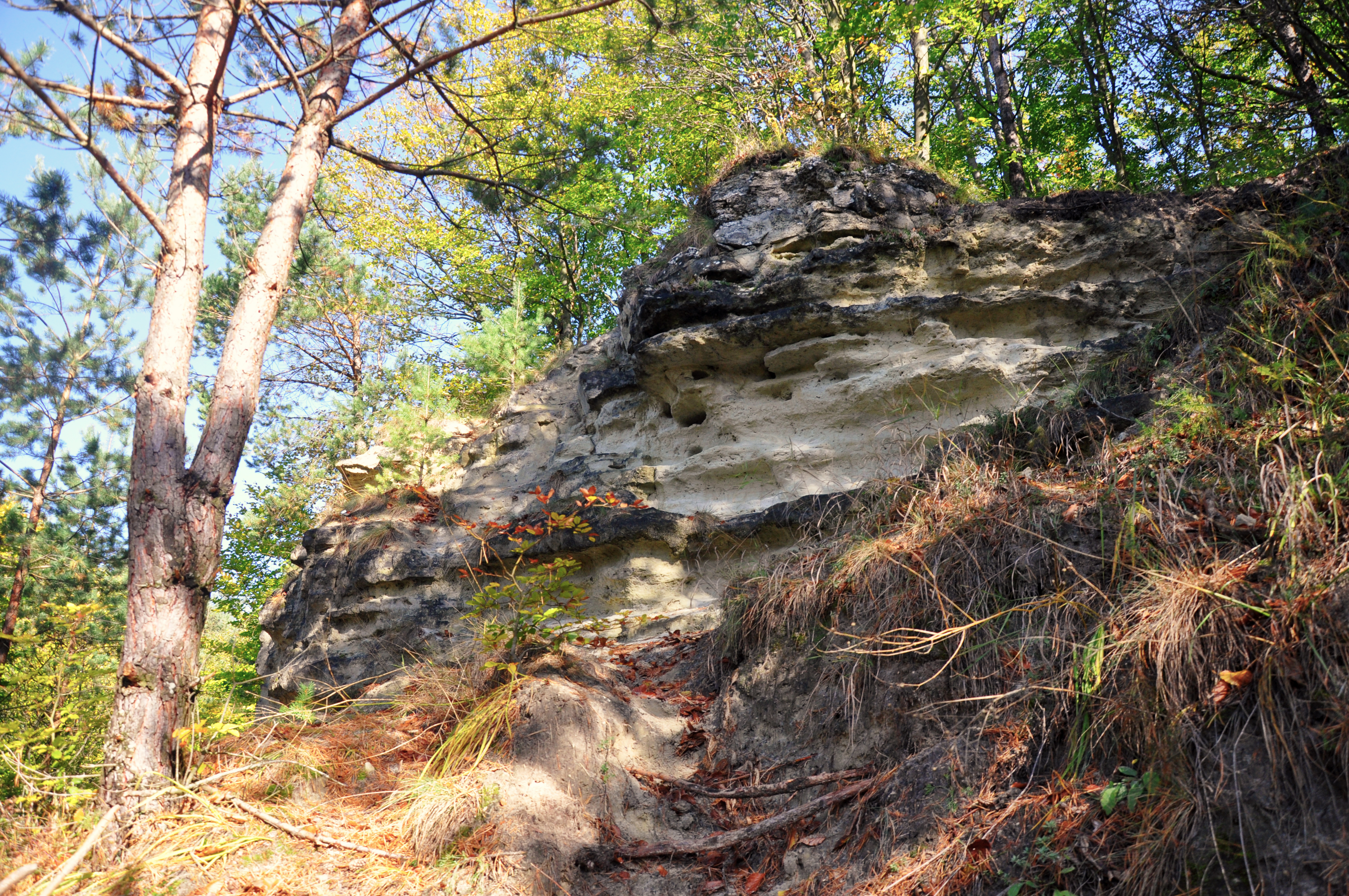